# Vela ai XVI Giochi del Mediterraneo
Le competizioni relative alla vela ai XVI Giochi del Mediterraneo si sono svolte al Porto Turistico di Pescara. Il luogo di gara si trova a circa 15 km dal Villaggio Mediterraneo.
Per questo sport sono state organizzate le seguenti prove:
- 470 (maschile e femminile)
- Laser (maschile)
- Laser Radial (femminile)

per un totale di 4 medaglie d'oro messe in palio.
Ogni Paese può iscrivere al massimo 2 imbarcazioni per classe.

## Calendario
Le gare seguiranno il seguente calendario:
| ● | Competizioni | ● | Finali |

| Giugno/Luglio |    |    |    |    |    |    |    |    |    |
| 26            | 27 | 28 | 29 | 30 | 01 | 02 | 03 | 04 | 05 |
|               |    | ●  | ●  | ●  | ●  | ●  | ●  | ●  |    |

## Podi

### Uomini
| Evento | Oro                                         | Perform. | Argento                           | Perform. | Bronzo                                 | Perform. |
| Laser  | Jean Baptiste Bernaz                        | 26.0     | Tonči Stipanović                  | 26.0     | Evangelos Cheimonas                    | 28.0     |
| 470    | Italia Gabrio Zandonà Francesco della Torre | 22.0     | Croazia Šime Fantela Igor Marenić | 27.0     | Francia Pierre Leboucher Vincent Garos | 31.0     |

### Donne
| Evento       | Oro                                | Perform. | Argento                                 | Perform. | Bronzo                                   | Perform. |
| Laser Radial | Sophie De Turckheim                | 7.0      | Tina Melic                              | 22.0     | Susana Romero Steensma                   | 23.0     |
| 470          | Italia Giulia Conti Giovanna Micol | 9.0      | Francia Ingrid Petitjean Nadege Douroux | 22.0     | Francia Camille Lecointre Mathilde Geron | 31.0     |

## Medagliere
| Posizione | Paese   |   |   |   | Totale |
| --------- | ------- | - | - | - | ------ |
| 1         | Francia | 2 | 1 | 2 | 5      |
| 2         | Italia  | 2 | 0 | 0 | 2      |
| 3         | Croazia | 0 | 3 | 0 | 3      |
| 4         | Grecia  | 0 | 0 | 1 | 1      |
| 4         | Spagna  | 0 | 0 | 1 | 1      |
| Totale    | Totale  | 4 | 4 | 4 | 12     |